# ポーティスヘッド
ポーティスヘッド（Portishead）は、イギリスの音楽グループ。1991年にブリストルでボーカルのベス・ギボンズと作曲担当のジェフ・バーロウによって結成され、後にギタリストのエイドリアン・アトリーが加わりトリオとなった。バンド名は、ジェフが育ったサマセットの田舎町ポーティスヘッドに由来する。
マッシヴ・アタック、ラム、トリッキーなどと並び、ブリストルを発祥の地とするトリップ・ホップの先駆者として知られ、ファースト・アルバム『ダミー』は350万枚、セカンド・アルバム『ポーティスヘッド』は200万枚のセールスを記録する大ヒットとなった。

## 来歴

### 結成
1991年、ブリストルにてベス・ギボンズとジェフ・バーロウにより結成される。バンド結成以前、ジェフはレコーディング・アシスタントとして働く傍ら、自分の作るトラックにメロディーを付けて歌ってくれるボーカリストを探していた。一方、ベスはブリストルのパブでブライアン・アダムスのカヴァーなどを歌い生計をたてていた。ベスと出会ったジェフは、「こんな暗い音楽に歌をのせてくれる人がいるとは思わなかった」と感激。その後、ギタリストのエイドリアン・アトリーが加わり、ファーストアルバムの制作が開始された。ジェフとエイドリアンはポーティスヘッドが結成される以前から顔見知りであったが、ベスとエイドリアンはレコーディングが開始されるまでまったく面識がなかった。エイドリアンは、当時のベスについて「彼女の人見知りは異常の域に達していた」と述べているが、次第に彼もベスのシンガーとしての才能に気づき、互いに打ち解けていった。

### デビュー
1994年、ファースト・アルバム『ダミー』を発表。マーキュリー賞をはじめとした音楽賞を受賞し、各メディアから幅広い支持を得た。また、日本を含む世界各国でミリオン・セールスを記録。これは、メンバーのみならずレコード会社関係者の予想をも遥かに上回る数字だった。世間からの過剰なまでの歓迎、そして「この『ダミー』を超える作品は、彼らには作れないだろう」といった批評家からの言葉などがプレッシャーとなり、ポーティスヘッドは音楽制作を一時中断。プロモーションやインタビューで精神的にバランスを崩したベスは、今後一切のインタビューを断ると宣言。「彼女にボーカルを辞められたら困る」という理由で、インタビューにはジェフが応じるようになる。この間、トリッキーが無断でポーティスヘッドの曲をサンプリングして自らのトラックに使用し、両者間の関係が悪化するなどのトラブルもあった。

### セカンド・アルバムと活動休止
3年間の沈黙ののち、1997年にニューヨークで大規模な復活ライブと記者会見を行う。記者会見になるとベスは一言も喋らずにその場から姿を消した。
同年には、13ヶ月かけて制作された3年ぶりのセカンド・アルバム『ポーティスヘッド』をリリース。本作も大ヒットを記録し、アルバムは全英アルバムチャートで2位、Billboard 200で21位を記録（後に200万枚を売り上げる）。アルバム発表後は世界ツアーを行い、各国でフェスティヴァルのヘッドライナーを務めた。また、7月にニューヨークにてニューヨーク・フィルハーモニックを従えて行ったライブは、翌1998年に『Roseland NYC Live』としてVHSとCDで発売された。なお、このツアーには日本公演も含まれていたが、直前にベスが体調を崩したことにより中止となった。
ツアー終了後は長い充電期間に入る。ベスはソロ活動を開始し、ジェフやエイドリアンは他アーティストのプロデュースやコラボレーションを行う。単発的なライブやコンピレーション・アルバムへの参加を除いてはポーティスヘッドとしての活動は凍結状態となった。

### 活動再開から現在

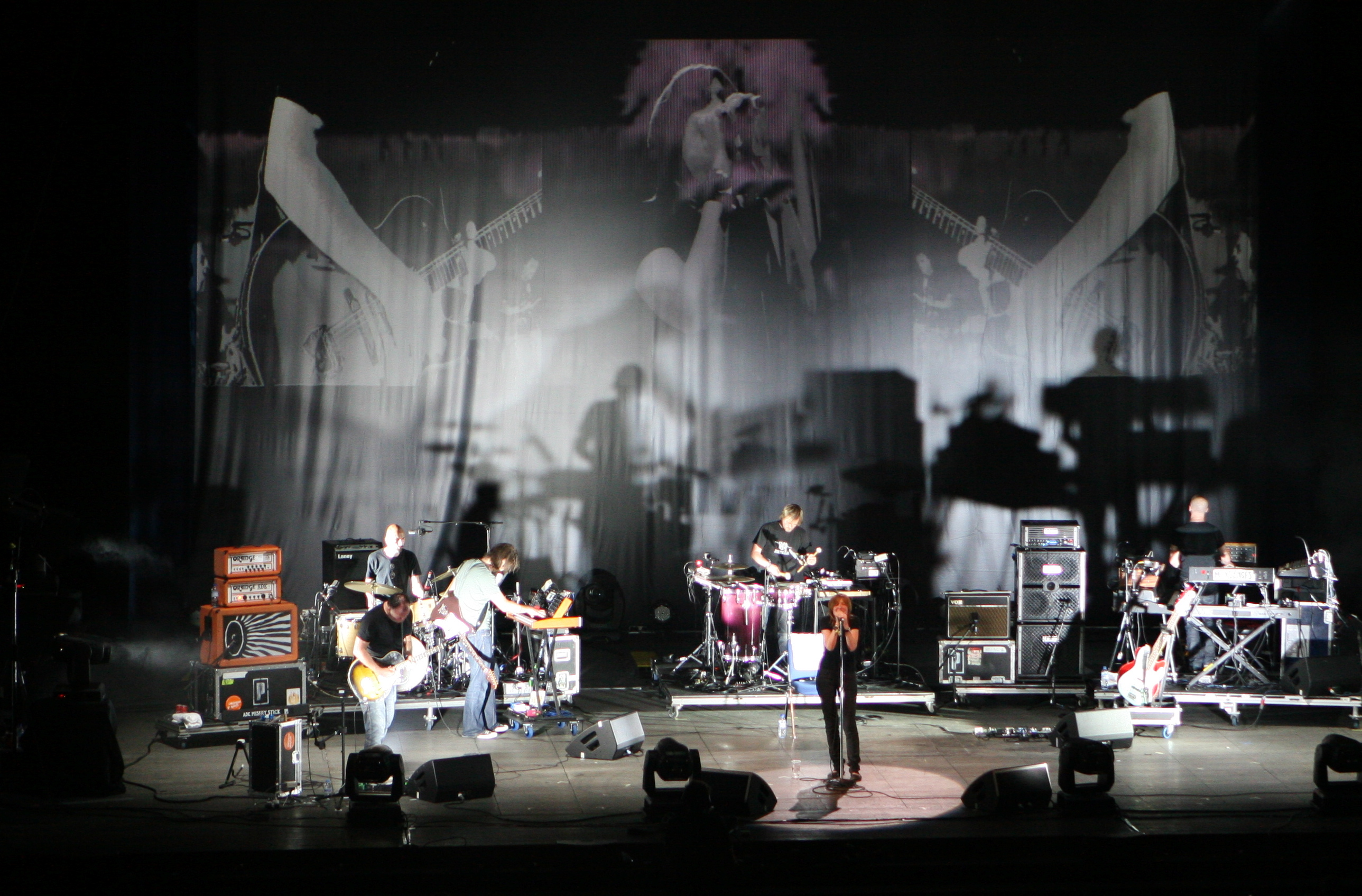
2008年

2005年1月、活動を再開し3枚目のアルバムの制作に着手したことを発表。2007年10月に制作の最終段階に入ったことが発表され、12月には久しぶりにフルセットでのライブを行い、新曲を4曲披露した。
2008年4月28日(日本では30日)、実に11年ぶりとなるサード・アルバム『サード』を発売。リリースに併せてヨーロッパツアーが開始され、都市部を避け郊外にある小規模の会場でライブが行われた。その後、バンド側はアルバムをサポートする大規模なツアーは行わないことを表明し、アメリカ・オーストラリア・アジア等でのライブは行われなかった。
2009年12月10日には新曲「Chase the Tear」をリリース。このシングルは国際人権団体アムネスティ・インターナショナルから配信され、収益はすべて同団体に帰属することになった。
2010年のインタビューでジェフ・バーロウは同年夏にも新作アルバムのレコーディングを開始する予定であると述べる。しかし、同年秋には新作のレコーディング開始は翌年であると報じられた。

## 音楽性
ポーティスヘッドの音楽はトリッキーなどと共にトリップ・ホップの文脈で語られることが多い。しかし、当人らはこのジャンルに入れられることを嫌悪しており、「トリップ・ホップはヒップホップの基本も理解していないような人間が作ったもの。トリップ・ホップというカテゴリーに入れられて売られている音楽はすべてクズだと思うね。聴いてると嫌な気分になる」と、ヒップホップ・ミュージックから強い影響を受け育ったジェフは語っている。

## ディスコグラフィ

### スタジオ・アルバム
- 『ダミー』 - Dummy (1994年)
- 『ポーティスヘッド』 - Portishead (1997年)
- 『サード』 - Third (2008年)

### ライブ・アルバム
- 『PNYC - ライヴ・イン・ニューヨーク』 - Roseland NYC Live (1998年)

### シングル
- "Numb" (1994年)
- "Sour Times" (1994年)
- "Glory Box" (1995年)
- "All Mine" (1997年)
- "Over" (1997年)
- "Only You" (1998年)
- "Machine Gun" (2008年)
- "The Rip" (2008年)
- "Magic Doors" (2008年)
- "Chase the Tear" (2009年)

### 映像作品
- Roseland New York (1998年) ※2004年にDVD化。ボーナス映像としてPVを追加